# Alice (São Tomé i Príncipe)
Alice és una localitat de São Tomé i Príncipe. Es troba al districte de Mé-Zóchi, al nord-est de l'illa de São Tomé. La seva població és de 13 (2008 est.).

## Evolució de la població
| 2001 | 2008 |
| 11   | 13   |